# 狐野扶実子
狐野 扶実子（この ふみこ、1969年8月25日 - ）は、日本の食プロデューサー・ジャーナリスト、出張料理人。東京都出身。慶應義塾大学大学院システムデザイン・マネジメント研究科研究員。

## 略歴
- 東京都生まれ
- 1993年、成城大学文芸学部英文学科卒業[2]後、フランス語習得のためパリのソルボンヌ大学に留学
- 1995年、夫の転勤に伴い再び渡仏し、パリの名門料理学校「ル・コルドン・ブルー (Le Cordon Bleu) 」に入学
- 1997年、同校を首席で卒業、ミシュランガイド3ツ星レストラン「アルページュ」（アラン・パッサールがオーナーシェフ）にて見習いを始める。
- 2000年、同レストランのスー・シェフ（副料理長）に就任。その後、出張料理人として独立。ジャック・シラク元フランス大統領夫人、世界中のVIPを顧客に持つと世界文化社は評している[3]。
- 2004年、「情熱大陸」に出演
- 2005年、パリ、「フォション (FAUCHON) 」で「東洋人として初めて、また、女性として初めて」[4]のエグゼクティヴ・シェフに就任
- 2009年、料理本『La cuisine de Fumiko』がウジェニー･ブラジエ賞を受賞[5]
- 2010年、料理本のアカデミー賞「グルマン世界料理本賞 (Gourmand World Cookbook Awards) 」の女性シェフ部門でグランプリを受賞[6]
- 2012年、「オデッサの階段」に出演
- 2013年、JAL国際線新機内食サービス、空の上のレストラン「スカイオーベルジュ BEDD[7]（ベッド）」(ファーストクラス、ビジネスクラス)でドリーム・チームメンバーに選ばれる[8]。
- 2015年、日本の料理人コンペティション「RED U-35[9]」の審査員
- 2018年、慶應義塾大学大学院システムデザイン・マネジメント研究科修士課程 入学
- 2020年、慶應義塾大学大学院システムデザイン・マネジメント研究科修士課程 修了[10]
- 2022年、AMBASSADOR Of TASTE[11]  日本代表に就任
- 2022年、日本の料理人コンペティション「RED U-35」の審査員長